# Victor Ferreyra
Pour les articles homonymes, voir Ferreyra.
Victor Ferreyra est un footballeur argentin né le 24 février 1964 en Argentine.